# Antropologia wizualna

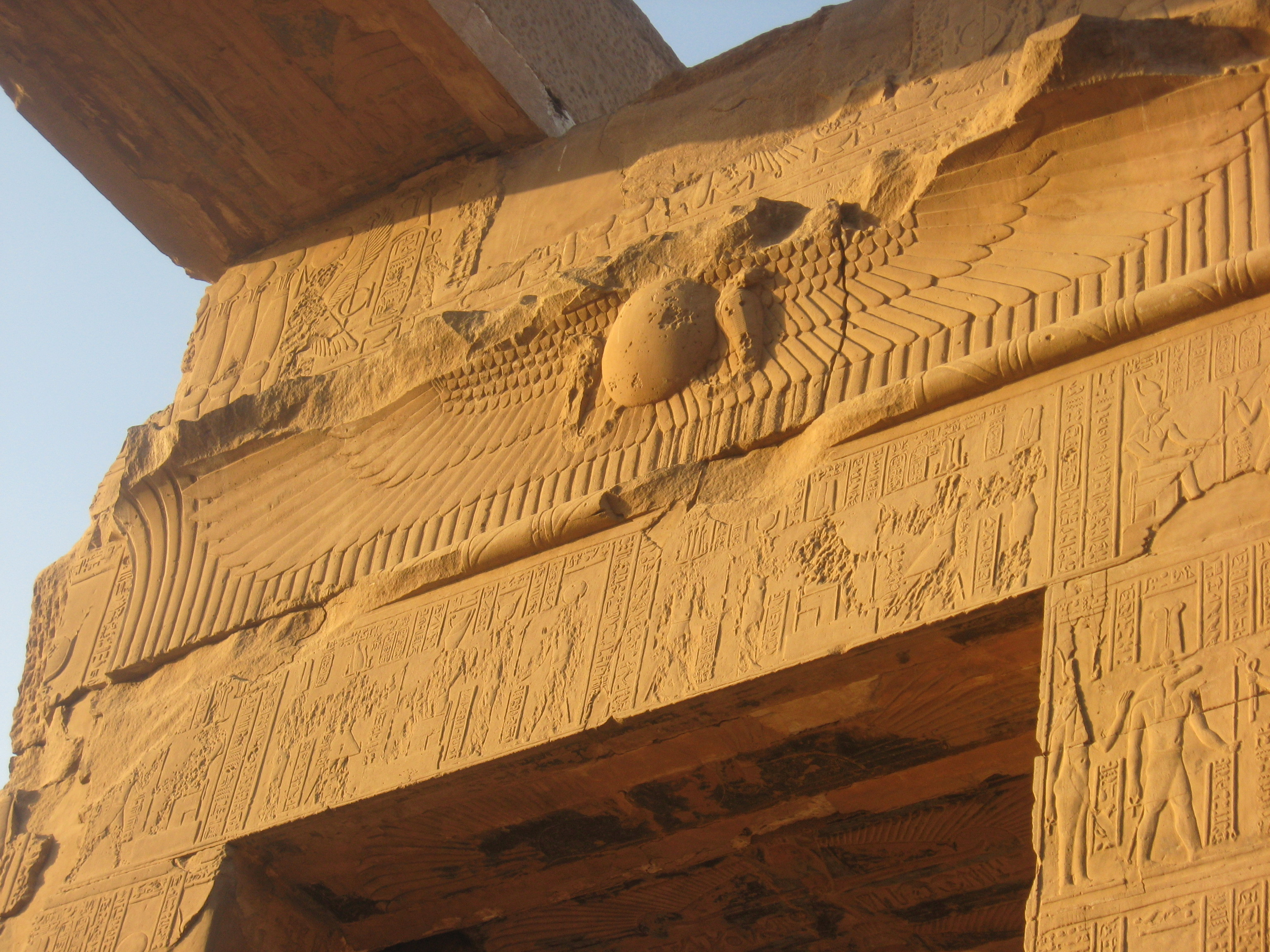
Hieroglify ze świątyni w Kom Ombo

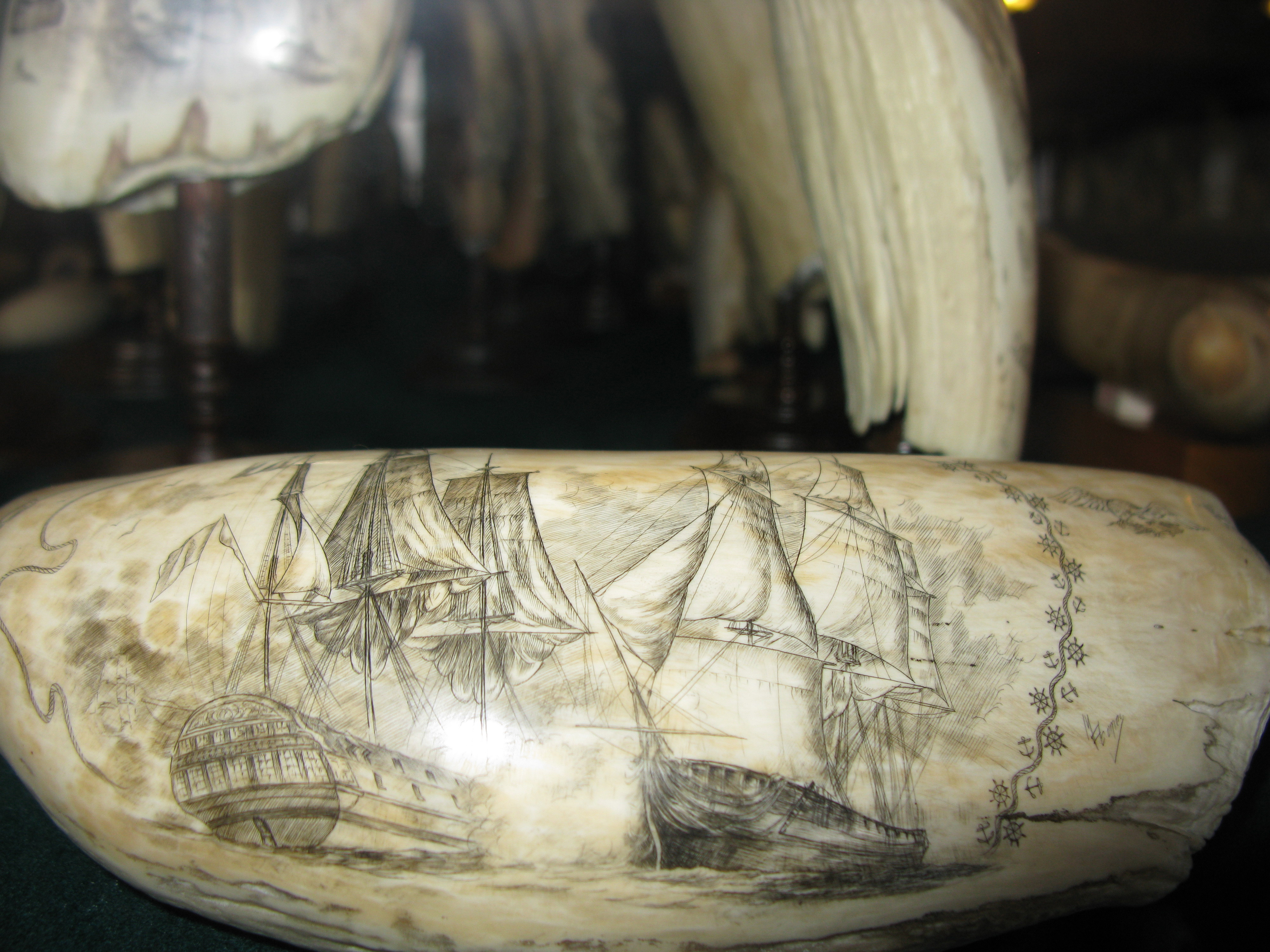
Detale Scrimshaw na zębie wieloryba w Museum on Horta (Azores)

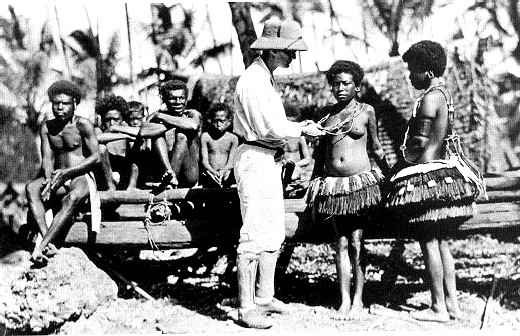
Fotografia Bronisława Malinowskiego

Antropologia wizualna – subdyscyplina antropologii kulturowej zajmująca się interpretowaniem wizualnej części kultury oraz wykorzystywaniem rysunku, malarstwa, fotografii, filmu i innych form wizualnych, w badaniach z zakresu antropologii kulturowej. W jej ramach badane są sposoby postrzegania wizualności przez członków różnych kultur. Antropologia wizualna jest również metodą, dzięki której antropolog może przedstawić treść badań za pomocą nie słów, lecz obrazu. Często metody wizualne są wykorzystywane również w antropologii stosowanej, bądź w badaniach partycypacyjnych.

Antropologia wizualna jest dobrze dostosowana do zrozumienia, w jaki sposób różnorodne grupy ludzi interpretują wizualne wyobrażenia zgodnie z ich społecznym położeniem i społecznym kontekstem. Tak też można byłoby określić cele socjologii wizualnej, która jawi się w tym kontekście jako socjologia jakościowa.

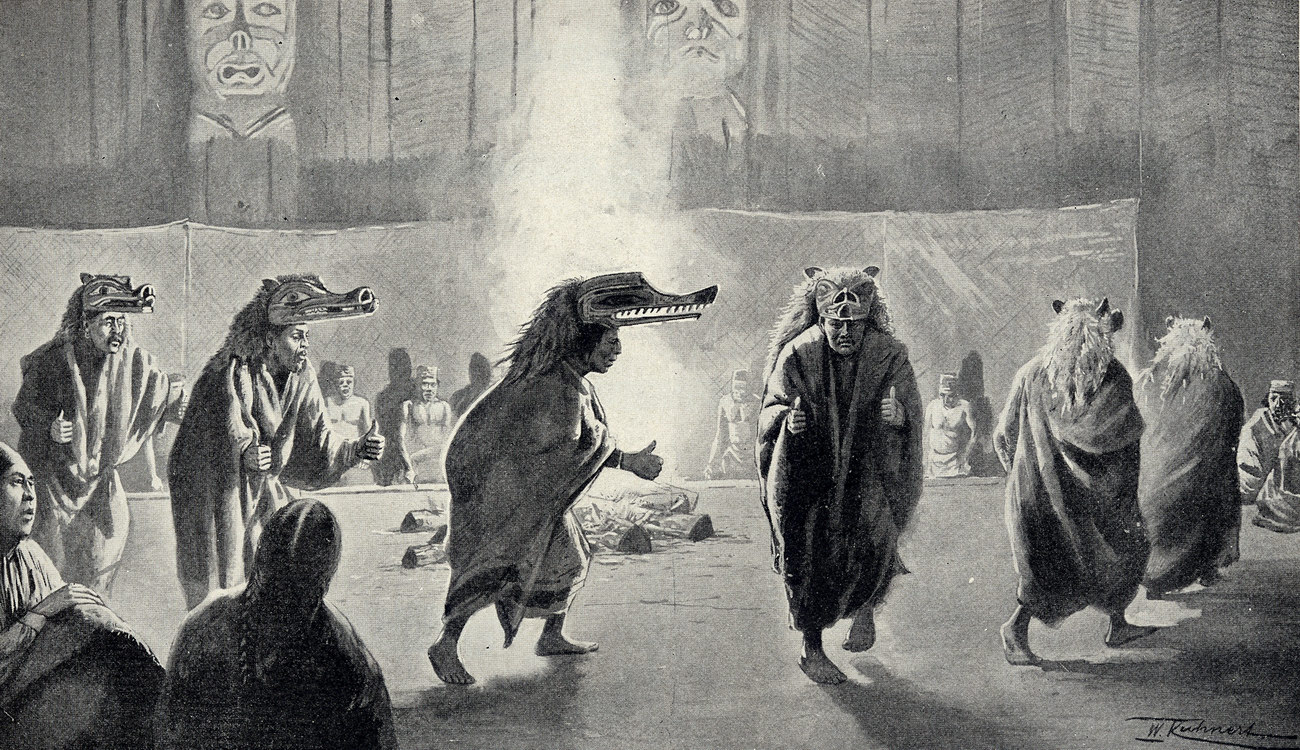
Obraz Wilhelma Kuhnerta, ilustrujący ceremonię potasches z 1894 r. W Tsaxis, zatytułowaną "The Walas'axa". Obraz wydrukowany jako płyta w klasycznym studium Indian Kwakiutl autorstwa Franza Boasa "Organizacja społeczna i tajne stowarzyszenia Indian Kwakiutl", (1897)

Współcześnie antropologia wizualna obejmuje również badania wszystkich przedstawień wizualnych, takich jak taniec, muzea, materiały archiwalne i wszystkich sztuk wizualnych oraz produkcja i odbiór mediów w różnych kulturach.Tematy badawcze często obejmują malarstwo, tatuaże, rzeźby i płaskorzeźby, sztuka naskalna, scrimshaw, biżuterię, hieroglify, obrazy i fotografie. Do badań w obrębie antropologii wizualnej należy też badanie wzroku ludzkiego, własności mediów, relacja wizualnej formy i jej funkcji, a także zastosowanie przedstawień wizualnych.
Do najwybitniejszych przedstawicieli dyscypliny należą: Alfred Cort Haddon, Baldwin Spencer, David MacDougall, Margaret Mead, Gregory Bateson, Sol Worth, Franz Boas, a spośród Polaków Bronisław Malinowski i Zofia Rydet.

## Rozwój antropologii wizualnej

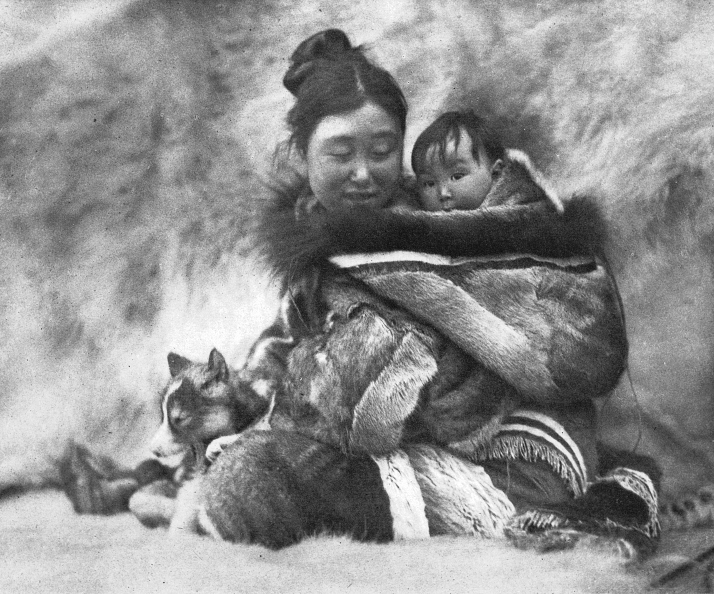
Nanuk z północy (scena z filmu)

Fotografia od momentu jej powstania w połowie XIX w. była wykorzystywana przez etnologów przede wszystkim w celach dokumentacyjnych. Utrwalano m.in. życie ludów wymierających lub podlegających szybkim przemianom. Takiej dokumentacji dokonał m.in. Edward S. Curtis oraz zastosowanie fotografii w badaniach terenowych przełomu XIX i XX wieku, czyli antropologię wizualną Franza Boasa, który zdjęcia tubylców przywiózł i wykorzystał na równi z notatkami terenowymi już w roku 1894, a później bardziej znane fotograficzne relacje z wypraw Bronisława Malinowskiego.
Fotografia była stosowana również przez antropologów fizycznych do pomiaru porównawczego ludzkiego ciała (antropometria). W latach 30. XX wieku robiono zdjęcia, by udokumentować warunki socjalne. We współczesnej antropologii wizualnej ważnym momentem jej rozwoju było pojawienie się w latach 60. XX wieku kamery wideo. Jej niewielki rozmiar i możliwość nagrywania obrazu na bardzo małej taśmie magnetycznej (video) okazały się wielkim ułatwieniem dla badaczy wybierających się w długa podróż. Wybitnym filmem z dziedziny współczesnej antropologii wizualnej jest projekt z roku 1989 pod tytułem Imbalu – rytuał męskiej inicjacji u Gisu. Twórcami są: antropolog Susette Heald, reżyser Richard Hawkins i operator David MacDougall. Do przełomowych filmów etnograficznych należy również film Mellisy Llewelyn – Olamal kobiety z 1984 roku, przedstawiający kulturowe relacje między płciami u Masajów. Od lat sześćdziesiątych XX w. następowała instytucjonalizacja dyscypliny, a antropologia wizualna zaczęła przeżywać burzliwy rozwój. Na licznych uniwersytetach powstały kierunki, instytuty czy pracownie, które specjalizują się w tej gałęzi antropologii. Pojawiły się też specjalistyczne pisma (Visual Anthropology Review, Visual Studies) zajmujące się tą dziedziną. Antropologia wizualna zajmuje się nie tylko wytwarzaniem obrazów przez samych antropologów, ale również badaniami partycypacyjnymi (takimi w których rysunki, filmy bądź fotografie są wytwarzane wspólnie z partnerami badań), antropologią stosowaną i aktywizmem, wywiadami z użyciem środków wizualnych, eksperymentami wizualnymi, i wieloma innymi. Łączy się często również z innymi subdyscyplinami nauk społecznych. Historia antropologicznych filmów przeplata się wraz z historią filmu dokumentalnego i non-fiction. Jako podgatunek filmu etnograficznego wyróżnia się czasami ethnofiction.
Pierwszy krótki film etnograficzny został nakręcony przez oceanografa-antropologa Alfreda C. Haddona w roku 1898 na Wyspach Cieśniny Torresa. Brytyjski biolog i antropolog Baldwin Spencer w roku 1901 filmował tańce australijskich aborygenów. W Europie Zachodniej i w Stanach Zjednoczonych antropologia wizualna rozpowszechniła się po roku 1922, kiedy to amerykański filmowiec Robert J. Flaherty rozpowszechnił film Nanuk z Północy. Kolejnym filmem badawczym był dokument antropolożki Beatrice Blackwood Kukukuku. Wybitnymi antropologami posługującymi się kamerą jako narzędziem badawczym było małżeństwo – Margaret Mead i Gregory Bateson. W latach 30. XX wieku prowadzili oni badania na Bali.

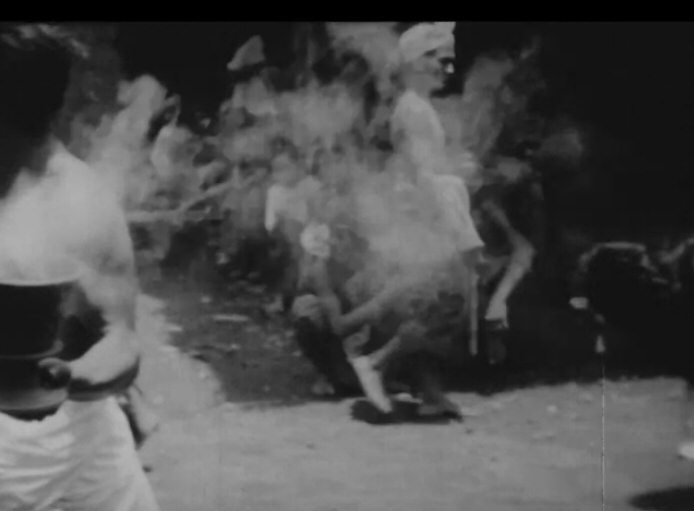
Kard z pionierskiego antropologicznego filmu dokumentalnego Trance and Dance in Bali Gregory'ego Batesona i Margaret Mead, nakręcony w 1930 roku, wydany w 1952 roku

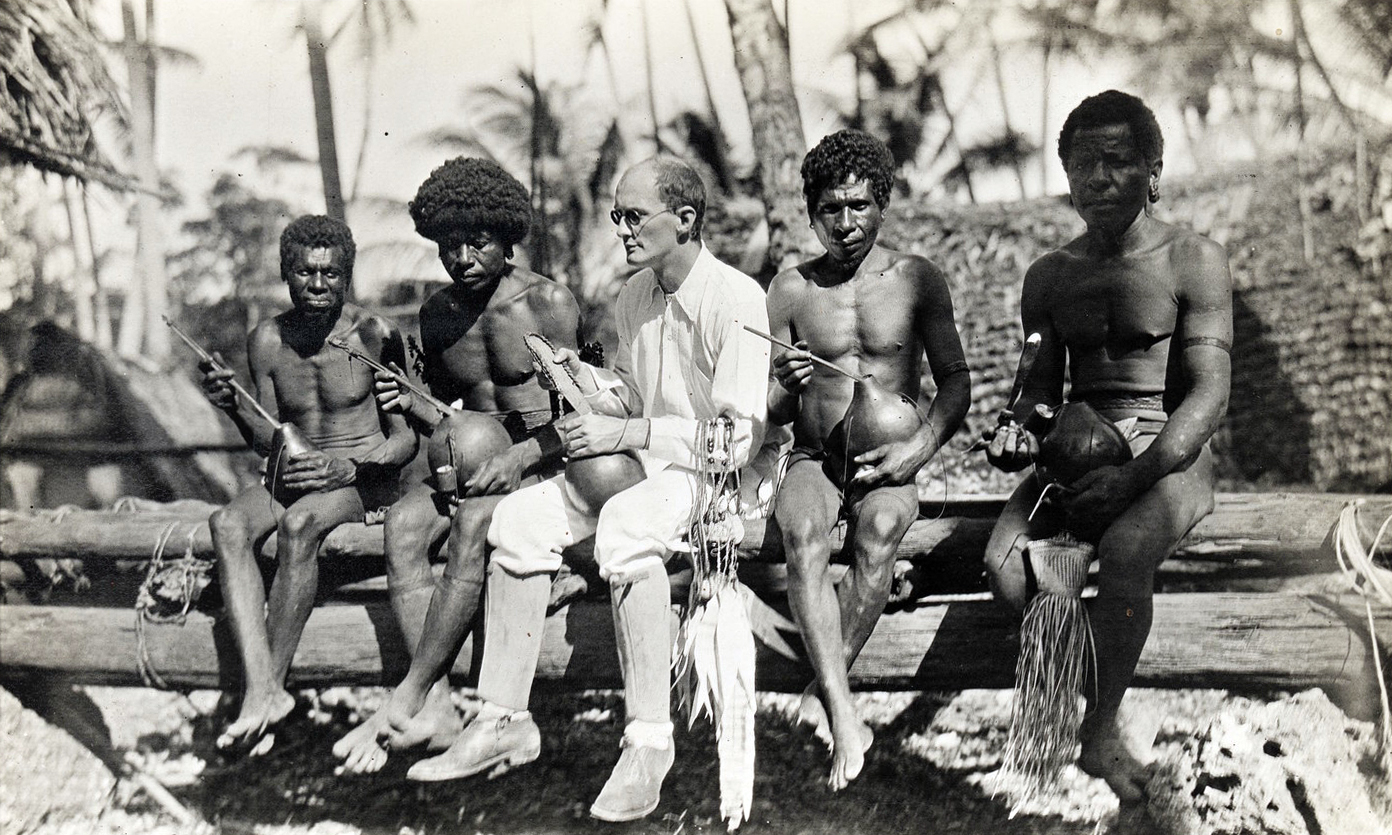
Bronisław Malinowski wśród mieszkańców Wysp Trobrianda, fotografia dokumentująca ekspedycję badawczą w 1918 roku.

Jak zauważa Gabriela Żuchowska-Zimnal w tekście Socjologia wizualna kluczem do (samo)poznania, bardziej teoretyzujące i krytyczne odrodzenie zainteresowania fotografią jako charakterystyczną, osobną metodą badawczą w naukach społecznych nastąpił w momencie pojawienia się postmodernizmu w teorii społecznej. Powstały wówczas ważne pisma i stowarzyszenia poświęcone wizualności w naukach społecznych: ”Studies in the Anthropology of Visual Communication”, International Visual Sociology Association i ”International Journal of Visual Sociology”. Dopiero temu momentowi rozpowszechnienia fotografii jako metody badawczej towarzyszy pojawienie się pierwszych ważnych tekstów, które dały początek instytucjonalizacji tej metody, oraz teoretyzowały status zdjęć w nauce oraz w życiu codziennym, współczesnym społeczeństwie i kulturze. Pierwszym teoretykiem, który zajął się fotografią był Pierre Bourdieu, autor ”Un art moyen” z 1965 roku. W tym kontekście Gabriela Żuchowska-Zimnal przywołuje późniejszy tekst Zrozumieć fotografię Johna Bergera (2012) z 1972, który stanowi stanowczy sprzeciw wobec przyznawania fotografiom statusu dzieł sztuki, gdyż brak im "potencjału regulowania dystansów społecznych na mocy prestiżu własności"; co więcej fotografie nie uświęcają wydarzeń na nich uchwyconych ani też samego daru dostrzegania. Częściej wizualne metody reprezentacji i zapisu oraz analizy danych stosowano w antropologii kulturowej, chociaż także istnieje subdyscyplina, zwana socjologią wizualną. W socjologii zaangażowanej pod kątem reformy, używano fotografii jako narzędzia do społecznej analizy. Cywilizacja obrazu, w jakiej obecnie żyjemy, w coraz większym stopniu wymaga metod badawczych, posługujących się obrazem, a w konsekwencji także metod prezentacji i interpretacji danych oraz wniosków badawczych, gdzie role kluczową pełnią określone "wizualne wyobrażenia" pojęć oraz hipotez. Zauważyć trzeba, że rozwój teorii obrazu miał istotny wpływ na zmiany w sposobie naukowego interpretowania materiałów o egzotycznym pochodzeniu – już na jakiś czas przed epoką postmodernizmu, badacze zdali sobie sprawę, że rzeczywistość przedstawiona na fotografii jest wykreowana w znacznie większym stopniu, niż rzeczywistość poddana obserwacji bezpośredniej – zarówno przez prezentowane na obrazie postaci, jak i przez twórcę zdjęcia. Dzięki zdjęciom przywożonym przez antropologów, w socjologii narodziła się fotografia społeczna - wśród prekursorów, którzy dzięki reportażowi fotograficznemu dotarli do materiału o społecznościach trudno dostępnych bezpośredniej obserwacji oraz wykorzystali zdjęcia jako nowy sposób raportowania wyników, trzeba wymienić Josepha Johna Thomsona (fotografa między innymi londyńskich dzielnic biedy w cyklu Street Life in London 1876-77), Jacoba Augusta Riisa (nowojorskie dzielnice nędzy), Walkera Evansa, Dorothea Lange, czy Bena Shahna (który fotografował rolników w czasie Wielkiego Kryzysu na zlecenie Rządu USA).

## Metodologia
W I dekadzie XXI wieku nastąpił wysyp pierwszych podręczników i publikacji dotyczących badań nad wizualnością. Obok publikacji Piotra Sztompki Socjologia wizualna: fotografia jako metoda badawcza (2006), ukazały się Antropologia obrazu Krzysztofa Olechnickiego i Do zobaczenia, Socjologia wizualna w praktyce badawczej pod redakcją Jerzego Kaczmarka. W tym samym czasie przetłumaczono klasyczne podręczniki, wprowadzające w tę metodologię: Materiały wizualne w badaniach jakościowych Marcusa Banksa (2009) i Etnografię wizualną... Sary Pink (2009), oraz wydano dwa zbiory tekstów niepolskojęzycznych pod redakcją Macieja Frąckowiaka i Krzysztofa Olechnickiego (2011) oraz Piotra Sztompki i Małgorzaty Boguni-Borowskiej (2012). Pojawiły się również pierwsze polskie prace przedstawiające konkretne zastosowania tej metodologii wraz z wskazówkami badawczymi (np. Krawędzie doświadczenia. Studium z antropologii wizualnej i sensorycznej Ireneusza Jeziorskiego (2017).
Gabriela Żuchowska-Zimnal przyznaje, iż trudnością, która spotyka każdego praktyka, czy teoretyka metodologii antropologii wizualnej jest płynność granicy, wynikająca z braku precyzyjnego zdefiniowania, czym socjologia i antropologia wizualna faktycznie są, to znaczy jakie wykorzystanie jakiego obrazu w naukach społecznych jest na tyle wystarczające, aby móc stwierdzić, że mamy z nimi do czynienia. Punkt sporny, dotyczący definiowania tych dyscyplin wynika z tego, że obrazem zajmowano się naukowo w szerokim zakresie od czasów przedstawień naskalnych, czy hieroglifów. Ikonosferą zajmowano się w historii, socjologii sztuki, filozoficznej estetyce czy w archeologii, z czego wymienione są najoczywistszymi dyscyplinami naukowymi.
Luc Pauwels proponuje zacząć od uświadomienia sobie, że „wykorzystanie obrazów w naukach społecznych nie jest samo w sobie „z natury” techniką miękką (jakościową) ani twardą (ilościową).” Prawdopodobnie w tym drugim typie badań łatwiej jest uniknąć problemów wynikających z niejednoznaczności obrazów i ich podatności na różnorodne i różnokierunkowe interpretacje, które mogą prowadzić do naginania rzeczywistości pod uprzednio przygotowane tezy, a także do nadużyć. Jak jednak pokazuje bogaty dorobek autorów wybierających taką metodykę i poziom czasopism naukowych, w których dominują prace o takim charakterze, to właśnie techniki jakościowe dają szansę na pełne wykorzystanie bogactwa źródła jakim są na przykład fotografie obrazujące artefakty kulturowe, rytuały i instytucje, czy też z pozoru banalne, codzienne interakcje społeczne. Według Gabrieli Żuchowskiej-Zimnal nie warto rezygnować z wykorzystania zdjęć jako źródeł wiedzy, o ile można potwierdzić znaczenie znalezionych w nich treści dzięki zastosowaniu triangulacji (np. równoległe badanie techniką wywiadu).
Według Krzysztofa Koneckiego, jeśli fotografia jest konstrukcją, a fotografowanie konstruowaniem pewnej rzeczywistości wizualnej, to tylko długie przebywanie z badanymi i użycie wielu metod badawczych umożliwia zrozumienie ich działań oraz działań samego badacza. Badacz jest tutaj odbiorcą – analitykiem

## Przykłady zastosowania
Podejmowane badania w związku z kategorią, zwaną „kulturą wizualną” nie są zjawiskiem nowym. W tym obszarze można zauważyć pewną fragmentaryczność podejść, co utrudniało definiowanie tej nowej dyscypliny czy formacji badawczej. Agnieszka Ogonowska w publikacji Kultura, komunikacja i kompetencja wizualna w kontekście wybranych zagadnień współczesnej humanistyki opisuje, iż fragmentaryczność tę doskonale można zauważyć na przykładzie tytułów publikacji poświęconych różnym sposobom profilowania problematyki związanej z kulturą wizualną oraz różnym jej aspektom. Autorzy stosują zawężenia czasowe (np. skupiają się na analizie wizualności w Średniowieczu), terytorialne (np. prowadzą badania w konkretnym kraju czy regionie), czy tematyczne (analizują obrazy pod kątem sposobu przedstawiania na nich takich zagadnień, jak: rasa, płeć czy seks. Według Gabrieli Żuchowskiej-Zimnal, wizualność jest kluczowym wymiarem w badaniu tożsamości, codzienności, wzorów kulturowych i kodów komunikacyjnych. Kultura wizualna według badaczki jest tłem dla wszystkich działań społecznych i interakcji, a także rezerwuarem form i znaków, z którego czerpią badani oraz jest swoistym źródłem indywidualnych wizerunków, na które składają się znaki i symbole. Badacz terenowy jest zwykle blisko obserwowanych osób, grup i sytuacji, a typowe motywy działań oraz definicje zachowań odczytuje z gestów, spojrzeń, ulokowania człowieka w przestrzeni fizycznej, rekwizytów, czy obiektów z otoczenia fizycznego sfotografowanych osób. Niezbędne jest używanie metod obserwacji, a więc i obrazu, będącego jej narzędziem, do analizy takich sytuacji, a próba oddania przy pomocy fotografii jakiegoś pojęcia, według Krzysztofa Koneckiego, może być dobrym sprawdzianem na to, czy dane pojęcie poprzez stosowne ilustracje może bardziej pobudzać rozumienie określonych zjawisk. Obraz pozwala łatwiej i bardziej szczegółowo zinterpretować kontekst działania podmiotu, a interpretacja, interakcja oraz działanie, jako trzy podstawowe pojęcia socjologii interpretatywnej, mogą być odczytane przy pomocy zobrazowania określonych kontekstów, znaczeń działań oraz interakcji w obrazie, na przykład fotograficznym lub nagraniu wideo. O tym, jak duże znaczenie ma obraz i szeroko pojęta wizualność dowodzi również fakt zawiązania się nowego kierunku badań nad kulturą wizualną, postrzeganym jako subdyscyplina studiów kulturowych, medioznawstwa, retoryki i komunikacji oraz historii sztuki i estetyki. Wskazywana przez autorów interdyscyplinarność w pewien sposób utrudnia wypracowanie niezależności tej na ogół nowej perspektywy naukowej, w związku z czym pojawiają się sądy, iż badania nad kulturą wizualną należy postrzegać jako formację złożoną z nowych sposobów interpretacji i przejawów kultury wizualnej, czerpiących z metodologii różnych dyscyplin, jako tzw. żywą metodologię (living methodology), która według Agnieszki Ogonowskiej elastycznie reaguje na nowe sytuacje polityczne, dylematy etyczne, dokumenty historyczne czy zwroty paradygmatyczne, określające pogląd na współczesną kulturę i jej fenomeny.
Współcześnie związane z badaniami nad kulturą wizualną są badania i teksty związane z: malarstwem, rzeźbą, ubiorem, katalogami mody, systemem komunikacji drogowej, pocztówkami, stronami internetowymi, komiksami, afiszami filmowymi i teatralnymi, fotografią, tatuażem czy reklamami zewnętrznymi. Wszystkie te przykłady zastosowań antropologii wizualnej odgrywają istotną rolę w procesach komunikacji i kultury.
Dzięki zyskującym ogromną popularność w nauce technik wizualnych, w przeciągu ostatnich dwóch dekad, niektóre istotne współcześnie problemy badawcze mogą być w pełni wyjaśnione tylko dzięki zastosowaniu tych metod. Głównym wyzwaniem, z jakim zmierza się dziś antropologia wizualna jest zachowanie intersubiektywności przekazu i równowagi wynikającej z unikania popadnięcia w całkiem subiektywną interpretację obrazu z jednej strony oraz banalność wniosków z drugiej. Współczesna fotografia etnograficzna i antropologiczna jako ta, która stanowi źródło wiarygodnej wiedzy o świecie, jest i powinna być traktowana z pewną ambiwalencją. Na podstawie takiego materiału powstają analizy, które mają potencjał na rzucenie nowego światła na tematy, które znajdują się dziś często w centrum zainteresowania nauk społecznych. Są to m.in.: sposoby posługiwania się ciałem i spojrzenie (m.in. w studiach kulturowych zorientowanych genderowo i w filmoznawstwie czerpiącym z teorii psychoanalizy).

## Krytyka antropologii wizualnej
W metodologii jaką jest antropologia wizualna, wykorzystanie niearchiwalnych zdjęć jako materiału źródłowego – mimo błyskawicznie rosnącej popularności technik wizualnych – wciąż może się spotkać z zarzutem, jakim jest brak zdyscyplinowania metodologicznego, a wręcz z zakwalifikowaniem tego rodzaju pracy jako raczej publicystycznej i popularnonaukowej niż akademickiej. Ten opór można porównać z oporem naukowego środowiska, który od początku, po okresie powszechnej dominacji twardej socjologii ankietowej towarzyszył stosowaniu na szeroką skalę metod jakościowych. Gabriela Żuchowska-Zimnal zauważa, iż ów sprzeciw w znacznej mierze przeszedł dziś do historii, a nabierający rozpędu rozwój metodologii jakościowej (począwszy od lat 60., gdy dużą popularność zaczęły zyskiwać takie orientacje jak etnometodologia czy fenomenologia), osiągnął etap, w którym to badacze stawiający wyłącznie na ilościowe techniki stoją w opozycji wobec dominujących tendencji metodologicznych. Pierwsza krytyka, którą podaje wspomniana badaczka problem "chwilowej mody". Antropologia jak i socjologia wizualna jako metody mogą wydawać się chwilową modą, wynikającą z zachłyśnięcia się przez badaczy dostępem do nowych technologii przetwarzania obrazu, takich jak fotografia cyfrowa i programy do jej obróbki, a także bezkrytycznego stosowania tych możliwości w procesie badawczym, który pozbawiony jest tego, co najistotniejsze - precyzyjnie usystematyzowanej i konsekwentnie stosowanej metodologii. Po drugie, wybór fotografii jako formy raportowania wiedzy może wydać się ubogi erudycyjnie czy niewymagający od autora kreatywności i wysiłku, poza tym traktowanie fotografii jako źródła wiedzy może być postrzegane jako nieobiektywne i niepełne. Po trzecie, kultura wizualna może być narażona na krytykę jako trywialne pole problemowe w studiach nad kulturą, gdzie brak kwestii ważnych społecznie, z którymi powinny mierzyć się akademickie nauki społeczne według powszechnego przekonania. Porównywalnej krytyce poddawane były prace na tematy mieszczące się w subdyscyplinie socjologii życia codziennego.